# Megacepon disparatum
Megacepon disparatum là một loài chân đều trong họ Bopyridae. Loài này được An, Boyko & Li miêu tả khoa học năm 2012.